# José González Estrada
José González Estrada (Madrid, 1801 - febrero de 1883) fue un poeta y periodista español.

## Biografía
Tirador de oro de profesión, fue liberal durante el Trienio (1820-1823) y lo siguió siendo después, aunque muy monárquico; se hizo célebre dirigiendo las revistas humorísticas El Pistón (1864), muerta en 1865 en su número dieciocho, o veinticuatro, según otros, compuesta de charadas y poemas de formas difíciles compuestas por el autor y sus corresponsales de toda España, y Bigotazos, Tragabalas y Cureñas (1868), pero sobre todo con sus colecciones de versos, casi imposibles de encontrar hoy, donde abundaban ejercicios literarios de la más enrevesada ludolingüística: pentacrósticos, ovillejos al natural e invertidos, cruces, copas, pentacrósticos cruzados, diagonales, triples, de caracolillo, ojivales y parabólicos, mesósticos y telésticos, caligramas, laberintos, etcétera. Inspirado por la antigua Arte poética de Juan Díaz Rengifo, en su edición dieciochesca (Barcelona, 1759), despertó un gran interés por la "literatura de nueva invención", como llamaba a la poesía visual, o por la literatura de formas difíciles, geométrica y matemática en el siglo XIX, "parola dipinta" de las vanguardias de que fue precursor junto a León María Carbonero y Sol. Tuvo sus imitadores y seguidores, y retó a varios académicos, entre ellos Juan Eugenio Hartzenbusch y Antonio Ferrer del Río, a componer poemas difíciles desde las páginas de su periódico, sosteniendo agrias polémicas con ellos. De entre los admiradores de González Estrada están Manuel del Palacio, Manuel Bretón de los Herreros, Ramón Mesonero Romanos, Manuel Fernández y González, José Amador de los Ríos, Tamayo y Baus, Ventura de la Vega, Emilio Castelar, Ramón de Campoamor, Carolina Coronado, Juan Valera, Núñez de Arce, etc., lo que supone, si fuera cierto, no solo un conocimiento de este tipo de poesía, sino también cierto reconocimiento, a pesar de la inevitable mediocridad de estas composiciones donde lo que se busca no es tanto la belleza como la resolución de un problema. También escribió una zarzuela, La modista, que tuvo problemas con la censura para poder ser representada. Imprimía sus laberintos en hojas especiales, por lo cual muchos de ellos se han perdido. Las insuficiencias tipográficas le hacían preferir los manuscritos, muchos de los cuales tenía enmarcados en su casa.

## Obras
- La modista: zarzuela en tres actos, 1851.
- Poesías varias, con motivo de la guerra de Marruecos, 1860.
- El siglo poético dividido en cuatro tomos de igual tamaño, Burdeos, 1861.
- El charivari, comedia no estrenada e inédita.
- 13 romances con curiosas composiciones con formas geométricas, acrósticos, pentacróstico cruzado,soneto cronológico, corazones, pentacróstico y otros artificios literarios dedicados a reyes, literatos, militares, políticos, etc. 13 hojas. Folio. Cada ejemplar: 2pp. con ilustraciones y grabados. "A Cervantes", "Salve a la reina de los ángeles y emperatriz universal", "El censor de teatros en España", "Dedicado a sus magestades Don Carlos IV y Doña María Luisa", "Dialecto de un poeta y un abogado", "Dedicada a Carlos Rey Justos", "Dedicado a Don Francisco Arjona Guillén Cúchares", "Dedicatoria y Fallecimiento de El Empecinado", "Obsequio literario al Excmo.Sr. Don Leopoldo O'Donnell", "El Prisma", "Dedicatoria a la reina Doña Isabel II", etc. Madrid, Ap. 1860.